# Boris Jarak
Boris Jarak (Dubrovnik, 19 april 1963) is een voormalig Kroatisch handballer.
Op de Olympische Spelen van 1988 in Seoel won hij de bronzen medaille met Joegoslavië. Jarak speelde twee wedstrijden.
Mirko Bašić · Jožef Holpert · Boris Jarak · Slobodan Kuzmanovski · Muhamed Memić · Alvaro Načinović · Goran Perkovac · Zlatko Portner · Iztok Puc · Rolando Pušnik · Momir Rnić · Zlatko Saračević · Irfan Smajlagić · Ermin Velić · Veselin Vujović